# Mai Grage
Mai Grage (født 18. april 1992 i Lyngby, Danmark) er en kvindelig tennisspiller fra Danmark. Hun vandt DM guld i 2011, 2012, 2013 og 2014 på seniorplan.
Mai Grage højeste rangering på WTA single rangliste var som nummer 890, hvilket hun opnåede 27. december 2010. I double er den bedste placering nummer 988, hvilket blev opnået 29. november 2010.[kilde mangler]